# Foliation
Dieser Artikel wurde wegen inhaltlicher Mängel auf der Qualitätssicherungsseite des Portals Geowissenschaften eingetragen. Dies geschieht, um die Qualität der Artikel im Themengebiet Geowissenschaften zu steigern. Bitte hilf mit, die Mängel zu beseitigen, oder beteilige dich an der Diskussion. (+)

Begründung: Die Abgrenzung zur Schieferung ist für mich unklar. Umso mehr, als jener Artikel auf Foliation (geology) verlinkt. --131.152.41.173 15:22, 26. Sep. 2012 (CEST)

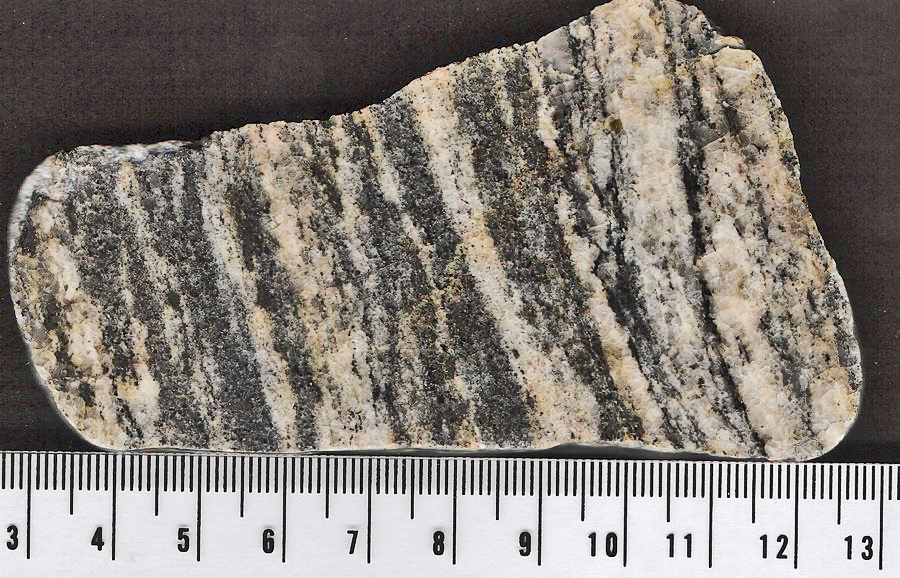
Dieser Bändergneis weist eine charakteristische Bänderung auf, ein Unterbegriff der Foliation.

Als Foliation (von lateinisch folia ‚Blättchen‘) wird in der Geologie und Mineralogie die Bildung blättriger Flächen bezeichnet und bezieht sich damit auf ein Flächengefüge in Gesteinen.
Foliation ist ein Überbegriff für jede Art von penetrativem („durchdringendem“) Flächengefüge, das nicht durch Sedimentation entstanden ist. Sie wird zwar weitgehend synonym mit dem Begriff Schieferung verwendet, aber die unscharfe Bezeichnung der Foliation gilt für alle Arten von durchgängig vorhandenen Gesteinsgefügen (bspw. sei hier neben der Schieferung die Bänderung genannt, also der Aufbau von wechselnden Schichten unterschiedlicher Zusammensetzung).
In den Naturwissenschaften wird der Begriff unter zwei Gesichtspunkten verwendet. Die verbreitete Version meint die räumliche Anordnung und relative Größe von Kristallen sowie interner Merkmale im Gesteinskörper. In diesem Zusammenhang wird auch das Wort „Mikrostruktur“ verwendet. Andererseits bezeichnet „Foliation“ in den Materialwissenschaften und bei einigen Geologen lediglich das Vorhandensein einer bevorzugten Ausrichtung von Gesteinsbestandteilen. Dafür ist der englische Begriff microfabric („Mikrogefüge“) etabliert. Foliated structure wurde 1821 erstmals von John MacCulloch zur Bezeichnung einer groben Mineralschichtung mit unscharfer Abgrenzung zu ihrer Umgebung verwendet.
Foliierte Gesteine sind anisotrop, die Foliation entsteht in einem anisotropen Spannungszustand, z. B. durch Einregelung nicht isometrischer Minerale oder durch scherende Deformation.
Als Foliation bezeichnet man den durch starke Deformation aus Inhomogenitäten entstandenen stofflichen Lagenbau im Gestein. In der duktilen Scherzone entwickelt sich mit zunehmender Verformung eine Foliation. Bei hoher Verformung entsteht ein straff foliierter Mylonit. Eine Sonderform des Phänomens ist die Schräge Foliation.
Der Begriff findet auch bei Gefügestrukturen Anwendung, die aus sedimentären Vorgängen hervorgingen oder bei Fluidalstrukturen (Fließgefüge, Schliere) in magmatischen Gesteinen.